# Renault Type MT
Renault MT — легковий автомобіль, що виготовлявся компанією «Рено» протягом 1923—1925 рр.

## Історія
Renault MT представили на Паризькому автосалоні у 1923 р. Конструкцію та дизайн автомобіля середнього класу розробив Луї Рено спільно з Labourdette. Автомобіль комплектувався кузовами типу «Скіф» та «Хвіст човна». Переднім оперенням Renault MT дуже подібний до Renault KJ. Виробництво завершилось у 1924 р., коли модель МТ змінила NN.

## Моделі
- MT

## Деякі характеристики
- Максимальна швидкість: 70 км/год (43 миля/год)
- Максимальна потужність: 15 к.с. (6 CV)